# Insulina

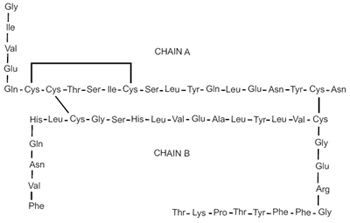
Schema della struttura dell'insulina

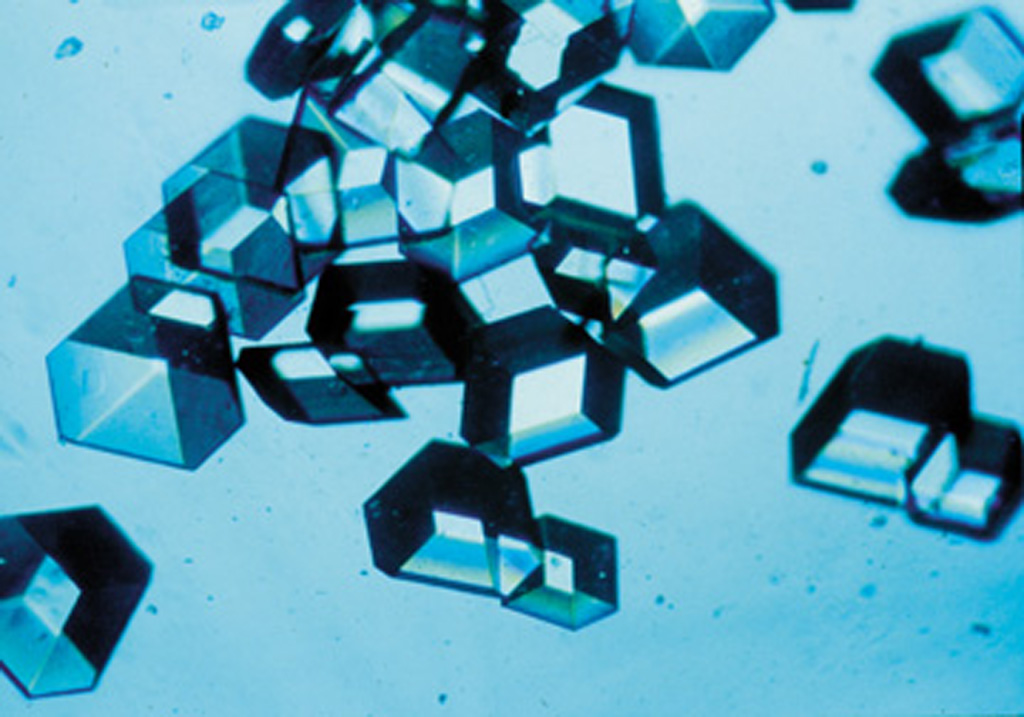
Cristalli di insulina visti al microscopio

L'insulina è un ormone peptidico dalle proprietà anaboliche, prodotto dalle cellule β delle isole di Langerhans all'interno del pancreas; è formata da due catene unite da due ponti solfuro: catena A di 21 amminoacidi e catena B di 30 amminoacidi. 
Il nome “insulin”, dal latino insula, fu coniato da Edward Albert Sharpey-Schafer nel 1916 per un'ipotetica molecola prodotta da isole pancreatiche, le Isole di Langerhans. Sconosciuto a Sharpey-Schafer, Jean de Meyer introdusse un nome similare "insuline" nel 1909 per la stessa molecola.
La sua funzione più nota è quella di regolatore dei livelli di glucosio ematico riducendo la glicemia mediante l'attivazione di diversi processi metabolici e cellulari. Ha inoltre un essenziale ruolo nella proteosintesi (sintesi proteica) assieme ad altri ormoni che sinergicamente partecipano a tale processo, tra cui l'asse GH/IGF-1, e il testosterone. L'ormone insulina ha anche funzione di lipogenesi, cioè lo stoccaggio di lipidi all'interno del tessuto adiposo.
Diversi produttori presentano diverse forme commerciali, differenti in composizione e modalità di azione:
- Humulin R, Humulin I, Humulin 10/90 20/80 30/70 40/60 50/50 (Miscele), Humulin L e Humulin U: Eli Lilly
- Novorapid, Actrapid (ora fuori distribuzione): Novo Nordisk
- Lantus: Sanofi Aventis

## Storia
La storia dell'insulina è legata allo scienziato rumeno Nicolae Constantin Paulescu, nato a Bucarest il 30 ottobre 1869 e morto nella stessa città il 17 luglio del 1931. Nel 1916 Nicolae Paulescu sviluppa un estratto di liquido pancreatico e lo inietta ad un cane diabetico, con l'effetto di normalizzare la glicemia del sangue dell'animale. Dovette interrompere gli esperimenti per lo scoppio della prima guerra mondiale. Nel 1921 pubblicò per la prima volta i suoi studi a Bucarest con la ricerca Research on the Role of the Pancreas in Food Assimilation. Paulescu, il 10 aprile del 1922, ottiene il brevetto per la scoperta della Pancreina. 
Nel febbraio del 1922, due ricercatori dell'Università di Toronto, il dottor Frederick Grant Banting e il biochimico John James Richard Macleod, pubblicano sul Journal of Laboratory and Clinical Medicine un saggio sui risultati positivi, nella normalizzazione dei livelli glicemici, ottenuti su un cane diabetico con l'uso di un estratto pancreatico acqueo. Si apre una lunga discussione perché i due ricercatori sembrano aver semplicemente messo in pratica ciò che Paulescu ha scritto nei suoi lavori precedenti ed in particolare nel saggio del 22 giugno dell'anno precedente. I due studiosi fanno espresso riferimento a quell'articolo scientifico e dichiarano solo di confermare i rivoluzionari risultati ottenuti da Paulescu.
Nel 1923, il comitato per il Nobel di Stoccolma assegna il premio per la Fisiologia e la Medicina a Banting e Macleod, ignorando del tutto il lavoro e le ricerche di Paulescu. Tutte le contestazioni e i suoi nuovi lavori pubblicati sugli Archives Internationales de Physiologie sono inutili.
Lo scienziato Ion Pavel, negli anni settanta, in pieno regime bolscevico/postbolscevico romeno, rese pubblica una lettera del 15 ottobre 1969 ricevuta da Charles H. Best, un collaboratore di Banting e Macleod, nella quale si ammette che i due vincitori del Nobel non avevano fatto altro che riprodurre in laboratorio le ricerche di Paulescu.

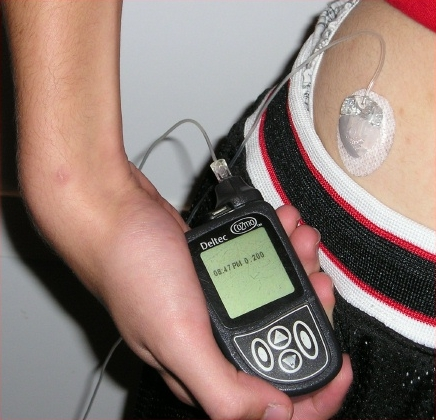
Pompa per l'insulina con apposito kit di infusione

## Insulinemia
L'insulinemia è la quantità di insulina nel sangue. I valori sono variabili in relazione alle assunzioni di cibo (aumentano) e al digiuno (diminuiscono). Secrezione a digiuno circa 1 unità all'ora, che corrisponde a 40 microgrammi per ora. Inoltre la quantità di insulina contenuta nel circolo portale è maggiore di quella contenuta nel circolo periferico, circa 4 ng/ml contro 0,5 ng/ml.
Fino agli inizi degli anni 1980, 20 milioni di diabetici in tutto il mondo potevano accedere solamente all'insulina animale, prodotta da organi (pancreas) bovini e suini. Questo processo, dispendioso e ingombrante, riusciva a ottenere un prodotto poco ideale per il paziente dato che a lungo termine l'insulina animale è tossica all'organismo umano per motivi immunologici, causando malattie a livello epatico e effetti collaterali quali cecità, in alcuni casi persino la morte.
La sintesi d'insulina umana è stata possibile svolgendo un processo simile alla fermentazione usata per fare gli antibiotici e tecniche di DNA ricombinante.
La prima dose d'insulina sintetica prodotta grazie a tecniche d'ingegneria genetica è stata realizzata nel 1977 da Herbert Boyer utilizzando degli Escherichia coli. Grazie alla collaborazione con la Genentech fondata da Boyer, Eli Lilly è arrivata nel 1982 a vendere la prima insulina umana biosintetica disponibile in commercio con il marchio Humulin. La stragrande maggioranza d'insulina attualmente utilizzata nel mondo è ora una biosintesi ricombinante d'insulina "umana" o di suoi analoghi.
Anche in campo medico si deve riconoscere l'enorme passo in avanti: uno dei vantaggi di produrre insulina con il metodo del DNA ricombinante è quello di ridurre la dipendenza dalle ghiandole animali e contemporaneamente realizzare un prodotto chimicamente identico all'insulina umana, che elimina o comunque riduce notevolmente le reazioni allergiche nei pazienti affetti da diabete.
Al 2023 è in fase sperimentale un pancreas artificiale capace di regolare autonomamente la quantità di insulina.

## Funzioni metaboliche
L'insulina stimola l'ingresso di glucosio nel citosol delle cellule di organi insulino-dipendenti legandosi ad un recettore esterno della membrana cellulare.
Tale funzione è possibile grazie all'interazione dell'insulina col suo recettore presente sulla membrana cellulare, che promuove la fosforilazione su tre residui di tirosina del peptide IRS-1 situato nel citoplasma.
Il peptide così fosforilato agevola la fosforilazione del glicerofosfolipide fosfatidilinositolo-4,5-bifosfato (PIP2), ad opera dell'enzima fosfatidilinositolo-3-chinasi (PI3K), in fosfatidilinositolo-3,4,5-trifosfato (PIP3), che attiva a sua volta la proteina insulino-sensibile PKB.
La fosforilazione effettuata da PKB inattiva l'enzima glicogeno-sintasi-chinasi 3 (GSK3), responsabile dell'inattività della glicogeno-sintasi.
Tale enzima, stimolato così dall'insulina, agevola la formazione e l'allungamento delle molecole di glicogeno nel fegato e nei muscoli scheletrici attraverso l'unione di monomeri di glucosio. Di pari passo disincentiva il processo di demolizione del glicogeno da parte della glicogeno fosforilasi, privandola di un gruppo fosfato tramite un enzima fosfatasi.
La carenza di insulina, o la resistenza cellulare a questa, determina una carenza di glucosio-6-fosfato, necessario al processo intracellulare di glicolisi che sintetizza piruvato a partire dal glucosio.
L'ossalacetato, insieme all'acetil-CoA, costituisce la base del ciclo di Krebs. L'eccesso di acetil-CoA, non più utilizzabile per la condensazione del citrato, è destinato alla via chetogenica per produrre energia liberando CoA-SH e corpi chetonici, responsabili della chetoacidosi diabetica.
I suoi ormoni antagonisti sono il cortisolo (ormone alla base dell'insulinoresistenza), l'adrenalina, il glucagone, l'aldosterone e il GH. Gli ormoni che invece migliorano la sua azione sono il testosterone, il fattore di crescita insulino-simile e, in minor misura gli estrogeni (stimolano la sintesi della proteina, la transcortina, che lega e inibisce il cortisolo).
Queste due catene derivano da un unico polipeptide da cui viene escisso il peptide C, corto frammento proteico, apparentemente privo di funzioni fisiologiche che, in quanto secreto insieme all'insulina, è un utile indicatore della funzionalità insulare.
L'insulina ha anche altre funzioni non meno importanti, infatti stimola le mitosi, la crescita della massa muscolare e ossea; contrariamente ad altri ormoni anabolizzanti, stimola anche la crescita della massa adiposa; aumenta il colesterolo LDL. Inoltre, stimolando l'azione della pompa antiporto Na+/H+, permette al sodio di entrare nelle cellule ed essere subito sostituito dal potassio che entra con la Na+/K+ ATPasi: ne consegue un abbassamento della kaliemia.

### L'insulina come ormone della sazietà
Nel sistema nervoso centrale, soprattutto nei neuroni che costituiscono il centro ipotalamico per la sazietà, troviamo i recettori per l'insulina. Nell'encefalo, infatti, quest'ormone non regola il metabolismo del glucosio, ma regola l'assunzione di cibo in quanto attenua la sensazione di fame. Di conseguenza, quando una persona ha un basso livello di insulina (per esempio in un diabetico), tende a mangiare più del dovuto, in quanto l'insufficiente azione dell'insulina non le fa percepire la sazietà, con maggiore facilità a diventare obesa.

### Effetti dell'insulina sulla proteosintesi
Normalmente, quando si citano le proprietà dell'ormone insulina, viene trattata principalmente la funzione di abbassare i livelli ematici di zuccheri (glucosio) nel sangue, trasportandoli verso determinati tessuti che fungono da siti di stoccaggio o di riserva (tessuti insulino-dipendenti), ossia il tessuto muscolare scheletrico, il cuore, e il tessuto adiposo, e altri tessuti verso cui essa ha un'azione indiretta sulla captazione di glucosio. In realtà l'insulina interviene in ogni caso con il semplice scopo di "nutrire" questi tessuti, anche in seguito all'introduzione di altri nutrienti, quali proteine (o amminoacidi e peptidi) e lipidi, e non solo con il compito di gestire un eventuale eccesso di zuccheri nel sangue.
L'insulina ricopre un ruolo sulla sintesi proteica in sinergia con gli ormoni GH (o somatotropina), IGF-1 (o somatomedina c) e il testosterone. In seguito all'introduzione di proteine, gli amminoacidi che ne derivano sono in parte utilizzati per la sintesi proteica e in generale l'accrescimento. Molti degli amminoacidi possono stimolare l'insulina, ma il loro potere insulinogenico varia in base al tipo, ai livelli di glucosio, e alla mescolanza con esso (vedere amminoacidi insulinogenici). Amminoacidi misti e un pasto puramente proteico causano la produzione di insulina, ma meno rispetto ad un pasto puramente glucidico. La secrezione di tale ormone in seguito a un pasto proteico promuove l'uptake e lo stivaggio di amminoacidi sotto forma di proteine muscolari e contrasta la proteolisi (il catabolismo proteico), un processo che promuove l'utilizzo di amminoacidi a scopo energetico per gluconeogenesi, principalmente durante il digiuno.
Tuttavia, contrariamente a quanto riportato in molti testi, il ruolo principale dell'insulina è ridurre il catabolismo proteico ricoprendo in realtà un ruolo minore nella sintesi proteica, anche se alcuni studi hanno evidenziato il contrario. Altre evidenze suggeriscono che incrementare l'insulina senza incrementare contemporaneamente la disponibilità di amminoacidi tende a ridurre la sintesi proteica a causa di una riduzione delle concentrazioni di amminoacidi ematici. Invece gli amminoacidi derivanti dalle proteine alimentari sembrano esercitare il loro effetto principale nell'incremento della sintesi proteica, con minimi effetti sul catabolismo proteico, anche se non tutti gli studi hanno confermato questo effetto.
Le proteine stimolano sia la secrezione di GH che di insulina. Entrambi a loro volta favoriscono la produzione di IGF (Fattore di crescita insulino-
simile); in particolare l'IGF-1 è, tra le somatomedine, quello che provoca l'aumento della massa magra (sebbene le proprietà anaboliche vengano attribuite al GH, è in realtà l'IGF-1 il responsabile di tale effetto, che tuttavia è strettamente dipendente dal GH). Allo stesso tempo, il GH, il quale non è direttamente coinvolto nell'anabolismo proteico, ma piuttosto nella capacità di incremento di IGF, assieme al glucagone previene l'ipoglicemia (sono ormoni iperglicemizzanti) causata dall'insulina in assenza di carboidrati, innescando la lipolisi. In seguito all'introduzione di sole proteine/amminoacidi, la concentrazione plasmatica di glucosio non può essere mantenuta perché non vi è introduzione di glucosio con il pasto stesso, quindi devono essere secreti ormoni iperglicemizzanti, in primis il glucagone, per stabilizzare i livelli di glucosio nel sangue grazie alla glicogenolisi epatica e la gluconeogenesi.
Dunque insulina e GH (così come il glucagone) non sono sempre antagonisti, ma hanno un'azione sinergica di rilievo in seguito all'introduzione di sole proteine sulla proteosintesi e sul mantenimento dell'omeostasi glicemica. Anzi, solo la loro secrezione contemporanea favorisce la crescita, poiché ognuno di essi (in realtà l'IGF-1, solo mediato dal GH) svolge una specifica attività distinta da quella dell'altro, stivando una diversa selezione di amminoacidi. Invece, in assenza di introduzione proteica, l'azione del GH non può tradursi in anabolismo proteico, poiché questa azione è svolta dall'insulina e IGF-1. Nei casi di digiuno, quando la secrezione di GH avviene senza la sinergia di questi ultimi, esso svolge altri ruoli metabolici tra cui la lipolisi, ma non la proliferazione dei tessuti.
È la somministrazione di carboidrati che determina un reale antagonismo tra GH (e glucagone) e insulina. I carboidrati infatti stimolano fortemente l'insulina con lo scopo di controllare il livelli glicemici e gestire un eventuale eccesso, mentre il GH e il glucagone vengono inibiti, poiché non devono antagonizzare l'effetto ipoglicemizzante dell'insulina a causa dell'abbondanza di glucosio, ma al contrario, l'effetto dell'insulina non contrastato, causa un facile accumulo dell'eccesso di carboidrati sotto forma di glicogeno e trigliceridi. L'insulina quindi causa lipogenesi se in presenza di glucidi, o glucidi mescolati ad altri nutrienti, mentre le sole proteine non la inducono all'accumulo di grasso, ma anzi al dimagrimento.

## Produzione industriale

Effetto dell'insulina sull'ingresso ed il metabolismo cellulare del glucosio. L'insulina lega il recettore (1), che avvia diverse cascate di trasduzione del segnale (2). Tra di esse figura la traslocazione del trasportatore Glut-4 alla membrana plasmatica (3), la glicogenosintesi (4), la glicolisi (5) e la sintesi degli acidi grassi (6).

Grazie all'avvento dell'era biotecnologica è possibile produrre l'insulina tramite modificazione enzimatica dell'insulina prodotta dal maiale o tramite tecnologia del DNA ricombinante in sistemi batterici.
L'insulina si ottiene con la tecnologia del DNA ricombinante dal 1982, quando negli Stati Uniti fu messo a punto un sistema batterico in E. coli. L'insulina è collegata al primo brevetto e al primo farmaco biotecnologico, messo in commercio.
La strategia di clonazione prevede la produzione delle catene A e B separatamente.
È stata sintetizzata l'informazione per la catena A, fondendo la sequenza nucleotidica con il gene lacZ nel plasmide pBR322, vettore di clonazione in E. coli. nel punto di fusione tra lacZ e l'informazione relativa alla catena A è stato inserito il codone codificante l'amminoacido metionina.
La catena B è, invece, stata sintetizzata in due tempi: prima è stata sintetizzata la porzione N-terminale con procedimento analogo a quello seguito per la catena A; poi è stata sintetizzata la porzione C-terminale con lo stesso procedimento.
In seguito all'espressione di tali geni in E. coli si sono isolati i frammenti codificanti la catena, sono stati fusi col gene lacZ inserendo nel punto di fusione l'amminoacido metionina. L'utilizzo del sistema lacZ/beta-galattosidasi ha numerosi vantaggi: il sistema è inducibile e le catene vengono sintetizzate in fusione con la beta-galattosidasi, che svolge un'azione protettiva nei confronti della demolizione proteolitica.
I due peptidi vengono trattati quindi con bromuro di cianogeno, un agente chimico capace di scindere i peptidi con taglio proteolitico in corrispondenza dell'amminoacido metionina. Non resta, quindi, che purificare i prodotti di sintesi e di mescolare le due catene, permettendo la formazione dei ponti disolfuro, ponendo la soluzione equimolare delle due catene in blande condizioni di ossidazione, per favorire la formazione di ponti S-S.
Inoltre, l'insulina in soluzione è in equilibrio tra forma dimerica ed esamerica. In presenza di zinco assume forma esamerica, diventando un complesso cristallino od amorfo più stabile ma insolubile, quindi di più lento assorbimento.
La forma cristallina viene assorbita più lentamente ed è nota come "insulina ultralenta" e la sua azione appare dopo circa 36 ore; la forma amorfa è nota come “insulina semilenta”, viene assorbita più rapidamente e la sua azione ha una durata di soli 12-16 ore.
Tuttavia, la sintesi mediante l'utilizzo di batteri è molto scomoda, per diversi motivi. Primo tra tutti la difficoltà di assemblaggio (con conseguente bassa resa) delle due catene, dato che questi microorganismi, essendo procarioti, non possiedono tutto il macchinario di modificazione e secrezione necessario per una proteina caratteristica degli eucarioti superiori. E poi vi sono gli alti costi per la sua purificazione. Tutto ciò può essere aggirato utilizzando i lieviti come organismi bio-reattori: essendo eucarioti, quindi provvisti di reticolo endoplasmico e apparato del Golgi altamente sviluppati, non avranno problemi ad assemblare correttamente e a secernere la proteina d'interesse.
Nel maggio 2024 l'Ema ha autorizzato l'immissione in commercio di un tipo di insulina a somministrazione settimanale.